# Barthel Beham
Barthel Beham (1502 Norimberk — 1540 Bologna) byl německý malíř a grafik rané renesance. Byl mladším bratrem Sebalda Behama, spolu s nímž je řazený k tzv. "malým mistrům" (Kleinmeister) Severské renesance. Ve své době byl považován za jednoho z nejvýznamnějších portrétistů.

## Život
Narodil se v Norimberku a jeho prvním učitelem byl patrně starší bratr Sebald. Byl ovlivněn Albrechtem Dürerem a je možné, že patřil k jeho žákům. Spolu se svým bratrem a malířem Georgem Penczem sdílel radikální politické a náboženské ideje reformátorů Thomase Müntzera a Andrease Karlstada, pro které byli všichni tři vypovězeni v lednu 1525 z Norimberku. Přestože byl omilostněn a mohl se vrátit, přesídlil natrvalo do Mnichova, kde pracoval především jako portrétista pro vévodu Viléma IV. a Ludvíka X. Bavorského a pro místní patricijské rodiny. Po roce 1529 byl ovlivněn nizozemským manýrismem a předpokládá se, že navštívil Nizozemí. Alfred Woltmann uvádí, že byl roku 1530 vyslán Vilémem IV. do Itálie, kde se zdokonalil v ryteckém umění u Marcantonio Raimondiho.
Roku 1537 (1538) ho Vilém IV. smluvně zavázal, aby byl kdykoli připraven pracovat v jeho službách a roku 1540 ho vyslal do Itálie. Tam Barthel Beham nečekaně zemřel (Bologna nebo Benátky). Jeho vdova se provdala za malíře Ludwiga Refingera.

## Dílo

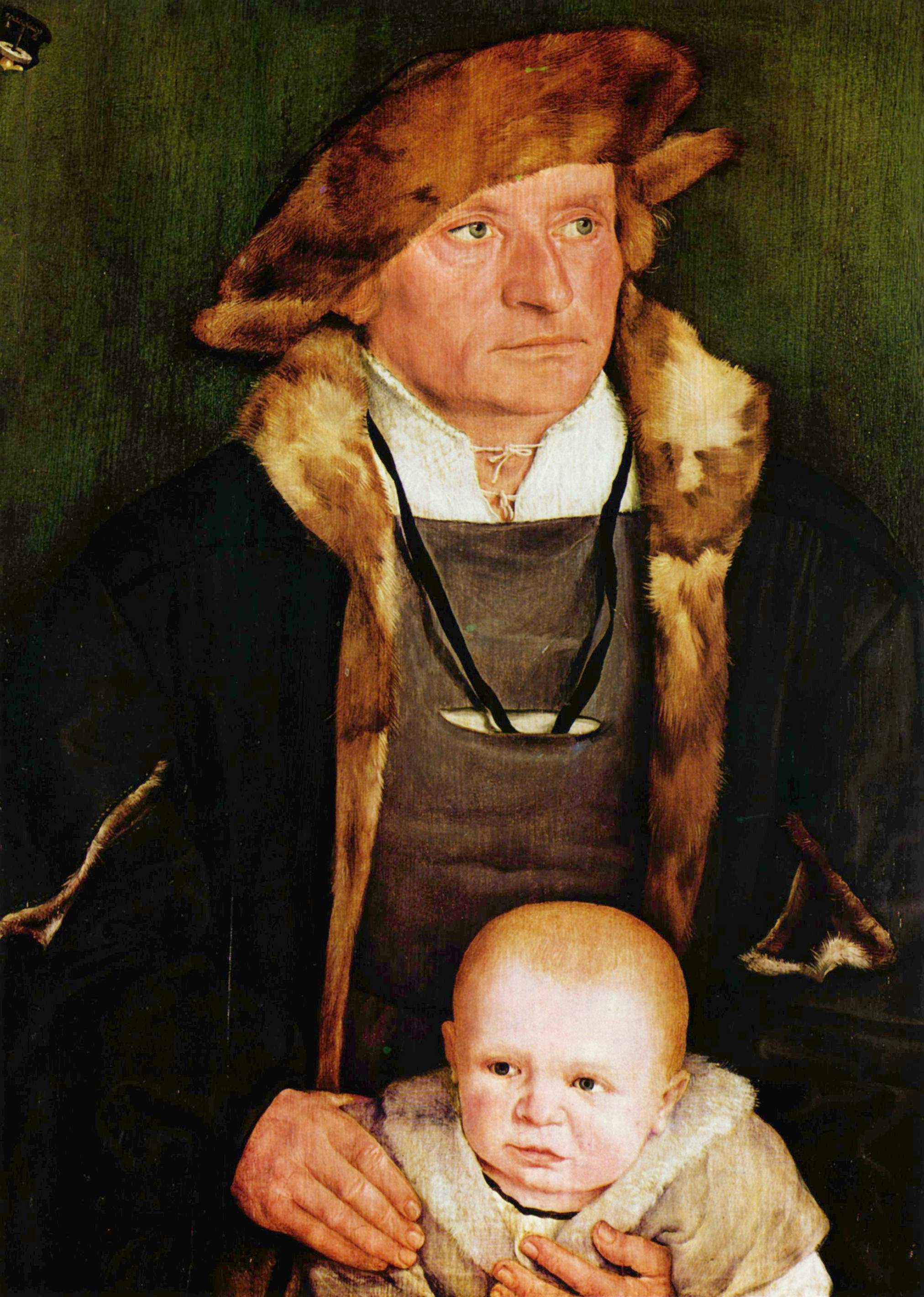
Barthel Beham, Hans Urmiller se synem (1524)

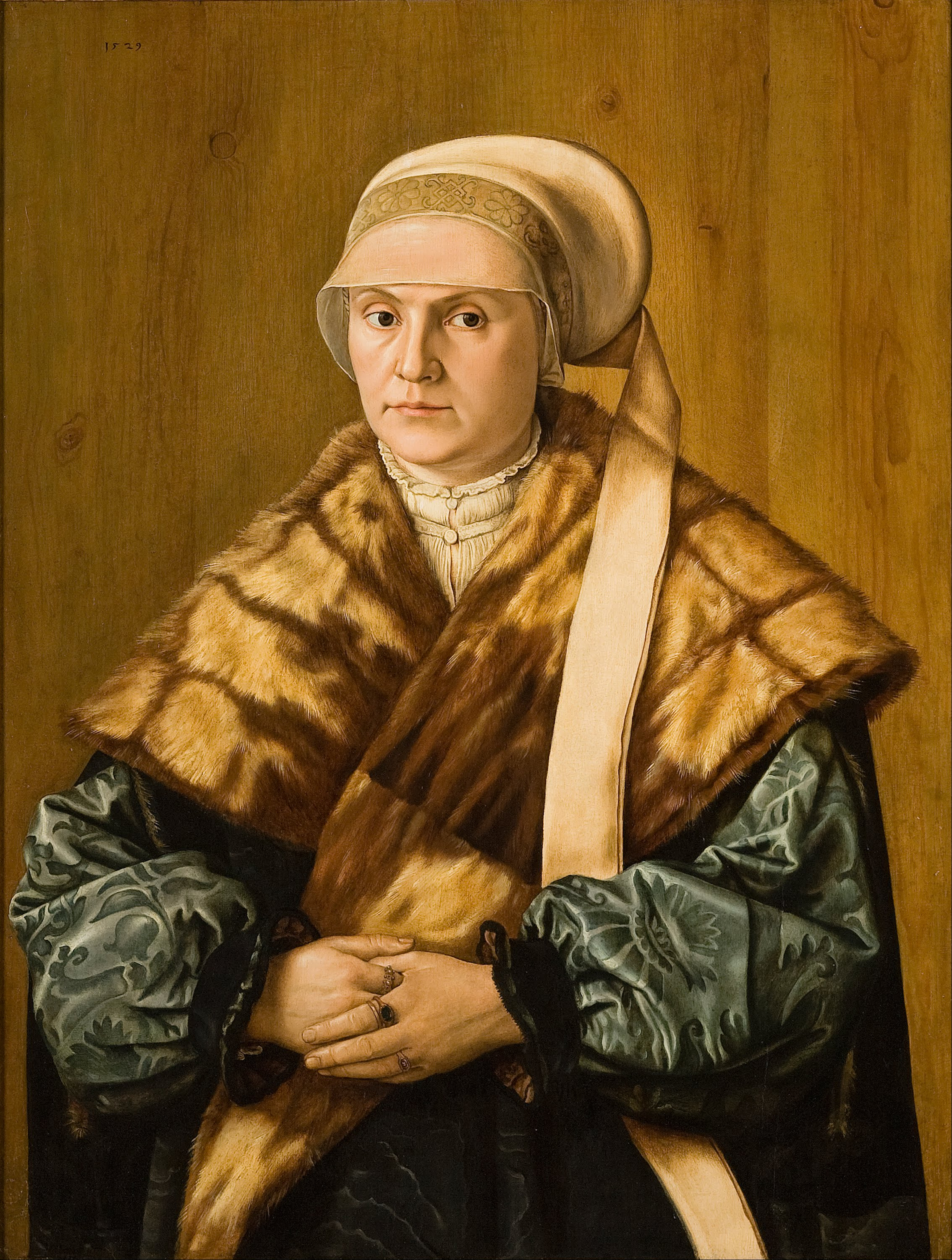
Barthel Beham, Portrét ženy (1529), Google Art Project

Grafické dílo Barthela Behama zahrnuje 94 mědirytů, z nichž nejstarší pochází z roku 1520. V roce 1526 vytvořil také několik leptů v železe. Námětem jsou žánrové a mytologické motivy, postavy rolníků, ženské akty. Po příchodu do Mnichova vyryl pět mistrovských portrétů, které vykazují překvapivě rychlé technické i formální pokroky, pravděpodobně inspirované italskou renesancí.
Jeho portrétní malby vycházejí z vlastních grafických předloh, na nichž je zachycena tvář z poloprofilu. Malířské portréty znázorňují poprsí nebo polopostavu od úrovně pánve.

### Známá díla
- Představení v chrámu (1524), Germanisches Nationalmuseum, Norimberk
- Portrét Hanse Urmillera se synem (1524), Städelsches Kunstinstitut, Frankfurt
- Portrét muže (1525–1530), 62 x 46 cm, Gemäldegalerie Alte Meister, Berlín
- Kancléř Leonhard von Eck (1527), 56,2 x 37,8 cm, Metropolitní muzeum umění, New York
- Portrét Ruprechta Stüpfa (1528), 67,3 x 50,3 cm Muzeum Thyssen-Bornemisza, Madrid
- Portrét ženy (1529), Denver Art Museum
- Portrét ženy s papouškem (1529) 87,4 x 68 cm, Kunsthistorisches Museum, Vídeň
- Portrét muže (1529), 85 x 66 cm, Kunsthistorisches Museum, Vídeň
- Legenda Svatého Kříže, cyklus obrazů pro rezidenci Wilhelma IV. v Mnichově (1530)
- Portrét prince Ludvíka X. Bavorského (1531) 69 x 59 cm Liechtenstein Museum, Vídeň
- Portrét českého a uherského krále Ferdinanda I. (1531), mědiryt
- Kurfürst Ludwig V. der Friedfertige, Pfalzgraf bei Rhein (1533), Alte Pinakotek, Mnichov
- Maria Jacobäa von Baden (1533), Alte Pinakotek, Mnichov
- Pfalzgrafen Philipp, Bischof von Freising (1534), Alte Pinakotek, Mnichov
- Portrét císaře Karla V. (1531), mědiryt, (1535), olejomalba, Bayerische Staatsgemäldesammlungen, Staatsgalerie Neuburg
- Ottheinrich, vévoda Falcký (1535) 43 x 32 cm, Alte Pinakotek, Mnichov
- Obraz ženy ve věku 31 let (1535), 78,5 x 59 cm Germanisches Nationalmuseum, Norimberk
- Vanitas (1540), Hamburger Kunsthalle

### Grafické dílo

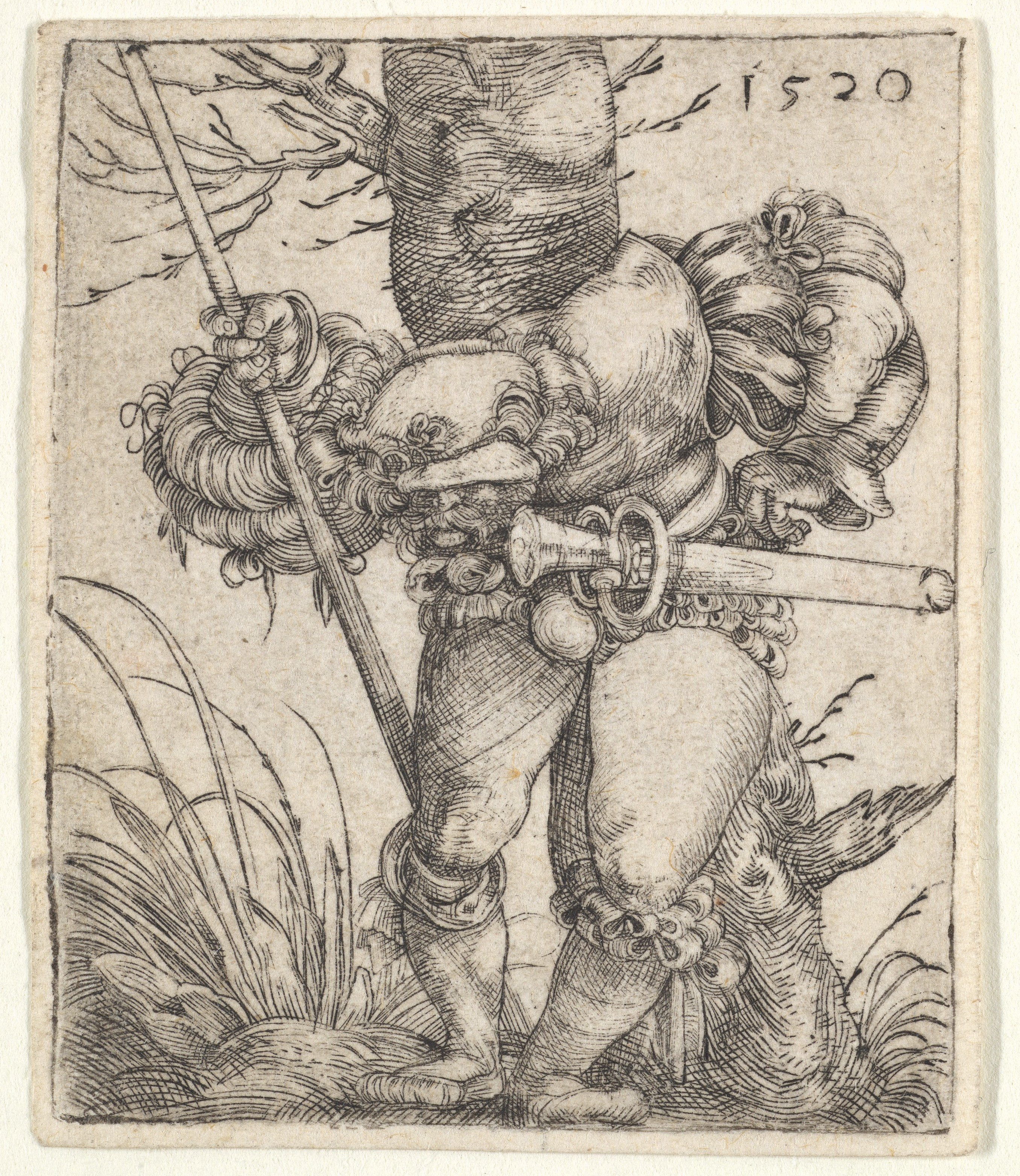
Voják opřený o strom (1520)
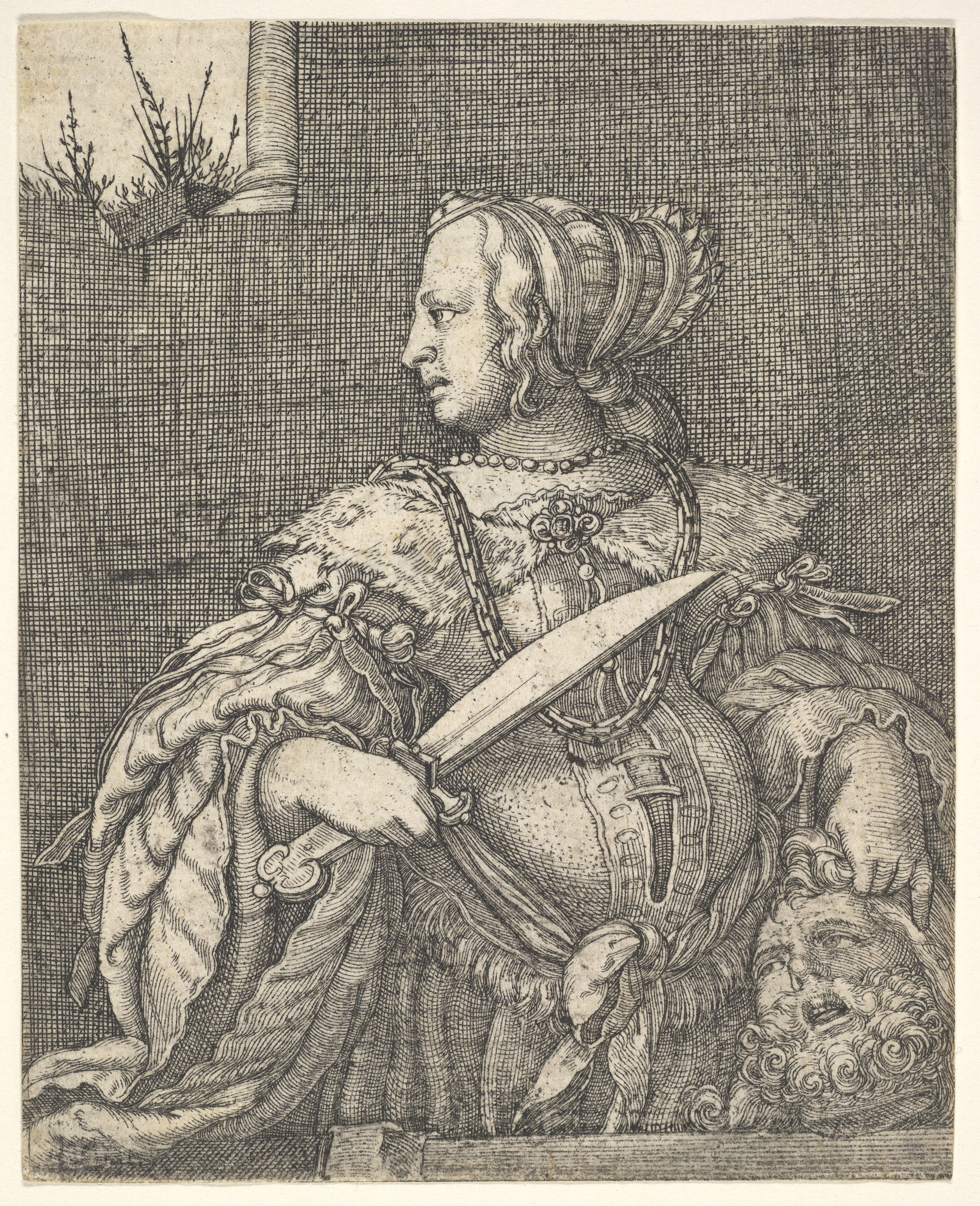
Judita s hlavou Holoferna
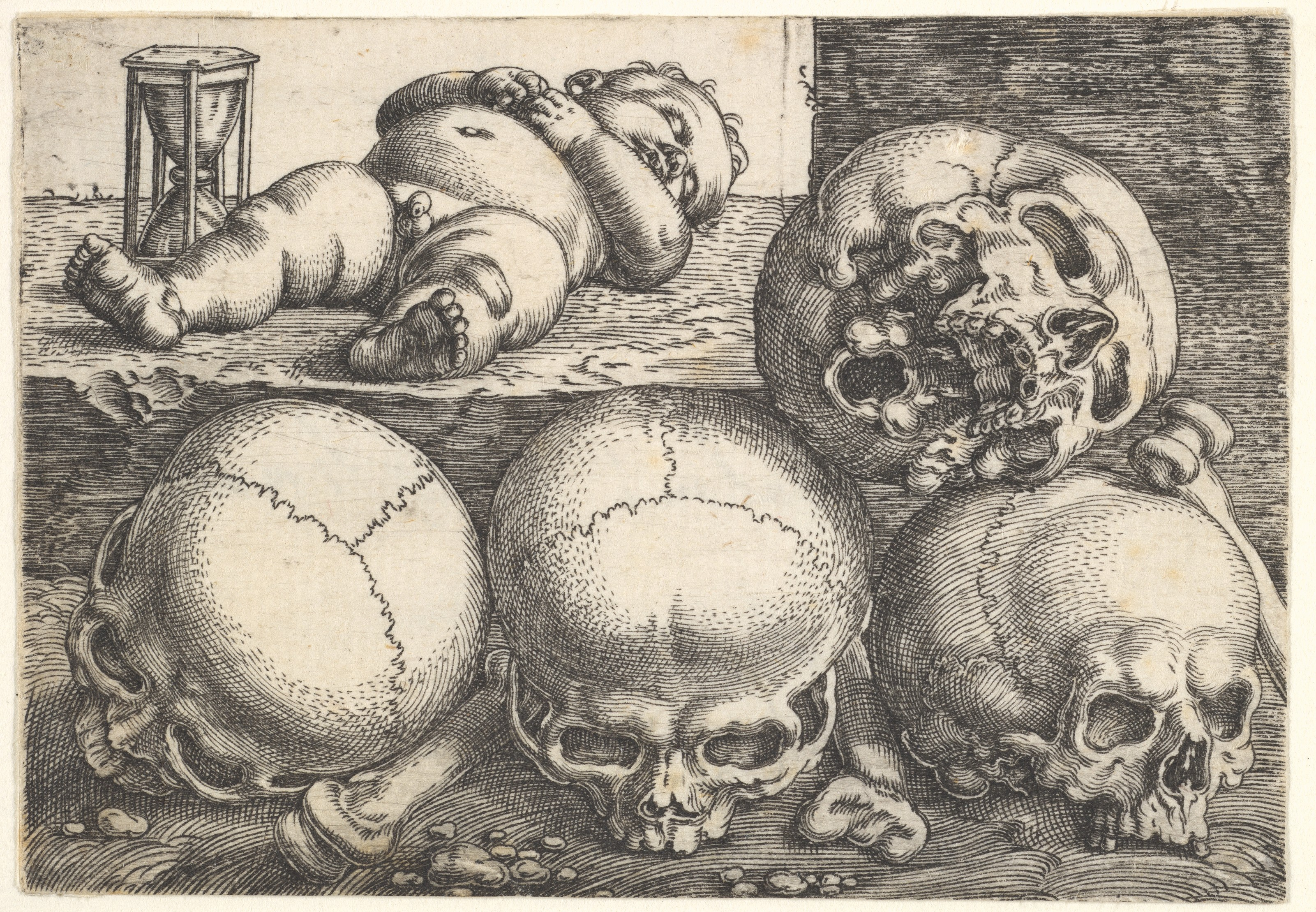
Vanitas
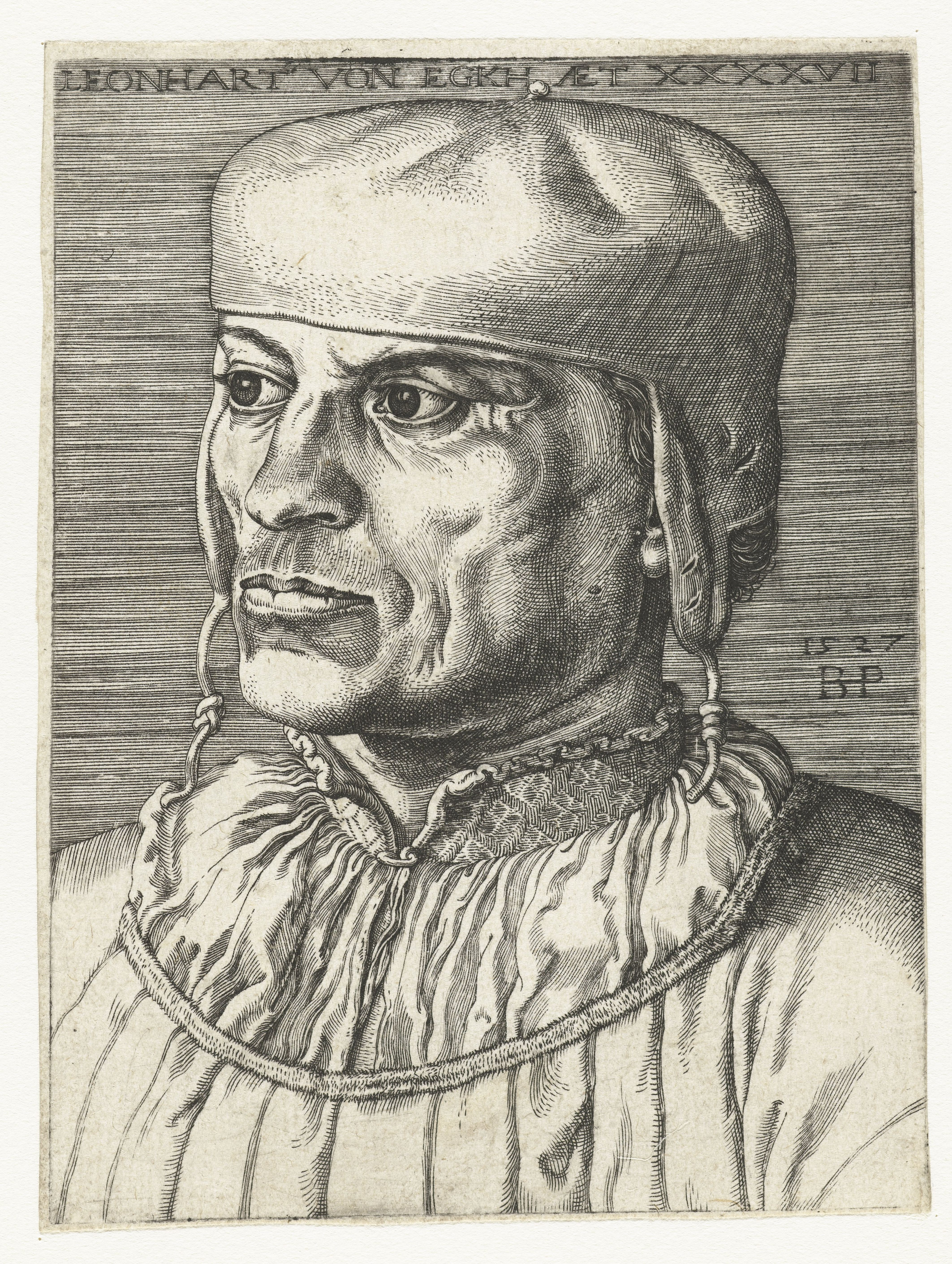
Leonhard von Eck (1527)
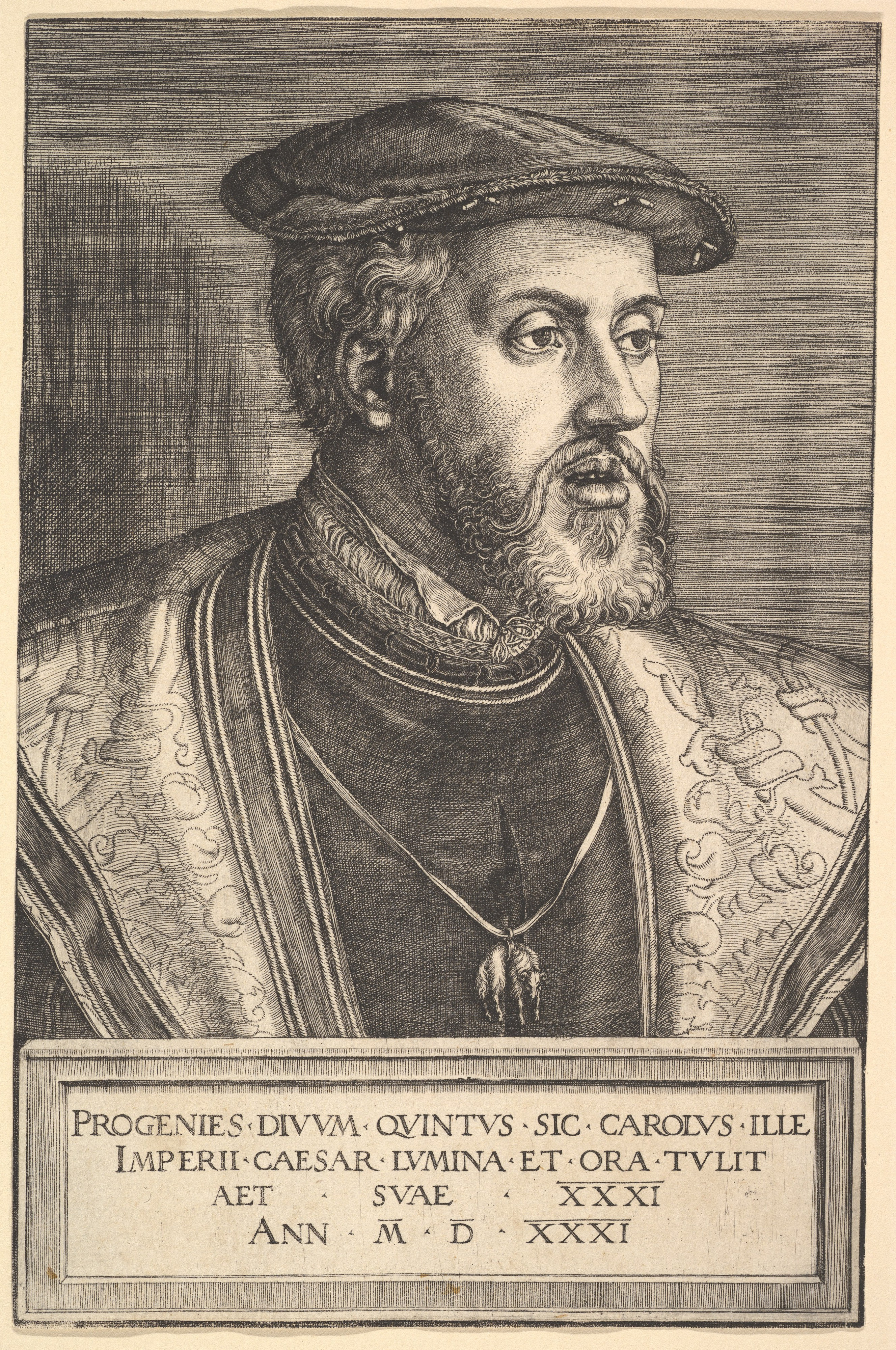
císař Karel V.
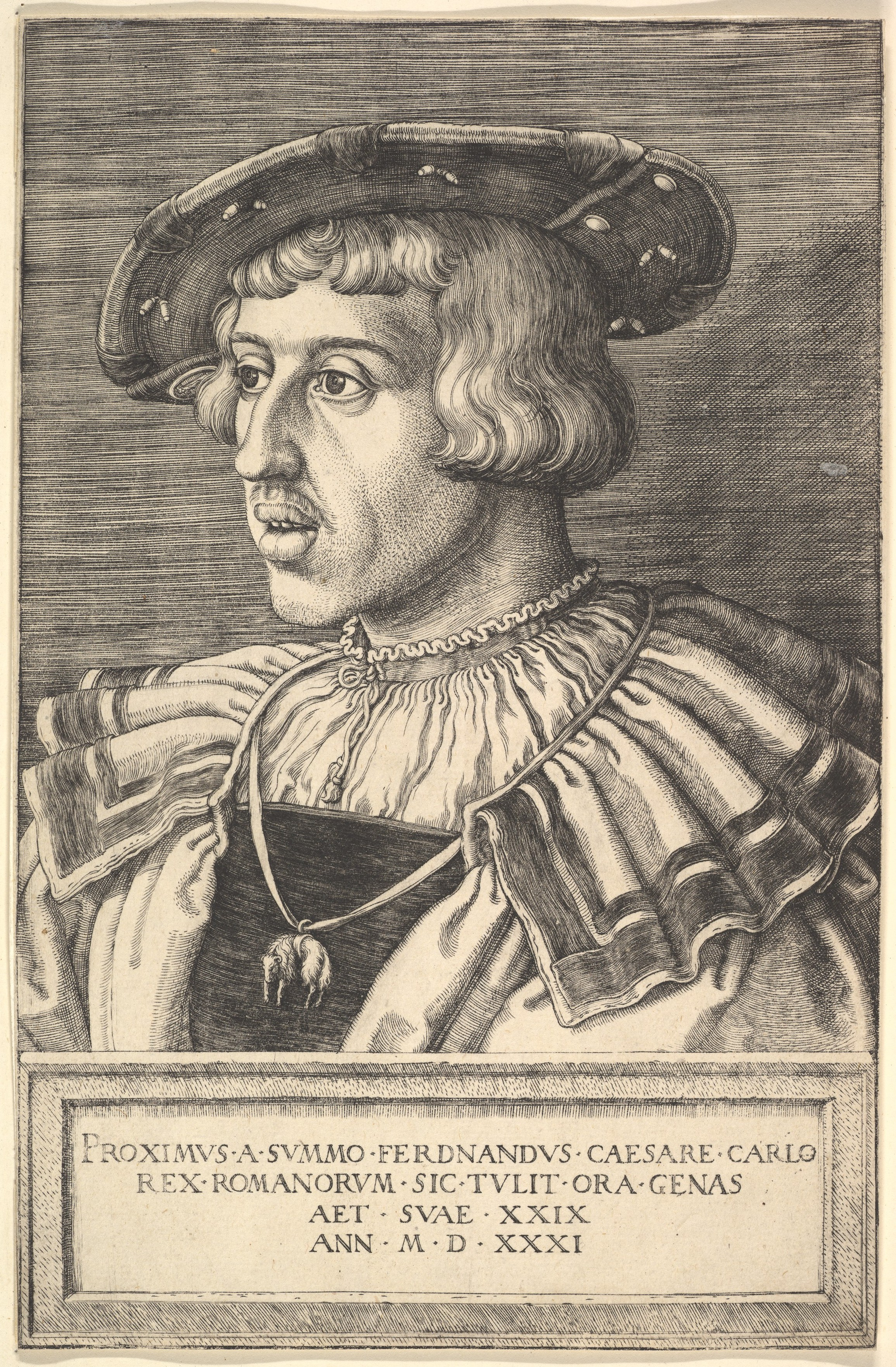
Ferdinand I.